# اسلام‌گرایی
اسلام‌گرایی که با نام اسلام سیاسی و اسلامیسم نیز شناخته می‌شود، نوعی ایدئولوژی است که «تعالیم، عقاید و ارزش‌های یک اسلام خاص را به عنوان بنیاد یک ساختار سیاسی که حامیان آن ایدئولوژی آن را دولت اسلامی می‌خوانند» به کار می‌بندد. اسلام‌گرایان می‌توانند تفاسیر گوناگونی را بر اساس سوره‌ها و آیات قرآنی داشته باشند. دیدگاه‌های اسلام‌گرایان بر پیاده‌سازی شریعت (قانون اسلامی) از اتحاد سیاسی پان‌اسلامیسم و حذف غیر مسلمانان منتخب به ویژه نفوذ نظامی، اقتصادی، سیاسی، اجتماعی یا فرهنگی غرب در جهان اسلام که آن‌ها معتقد هستند با اسلام، مغایرت دارد تأکید می‌کنند.
برخی محققان دینی (گراهام فولر) عقاید اسلام‌گرایی را آسان‌تر (سهل‌تر) می‌داند و معتقد است که این عقاید می‌توانند به عنوان شکلی از سیاست‌های هویتی یا حمایت از هویت و اصالت مسلمان، تقسیمات گستره‌تر و دین‌گستری اجتماعی عنوان می‌کند. در پی بهار عربی، اولیویه روآ اسلام سیاسی و دموکراسی سیاسی را با عنوان دو موضوع با وابستگی متقابل فزاینده شرح داد.
اسلام‌گرایان به‌طور کلی با استفاده از این اصطلاح مخالفت می‌کنند و مدعی هستند که عقاید و اهداف سیاسی آن‌ها ابراز عقیده مذهبی اسلامی آن‌ها است. به‌طور مشابه، برخی متخصصان اصطلاح «اسلام عمل‌گرا» (برنارد لوئیس)، یا «اسلام سیاسی» را مناسب می‌دانند. برخی نیز (رابین رایت) اصطلاح «اسلام نظامی» را با اسلام‌گرایی برابر دانسته‌اند.
چهره‌های مهم و اصلی اسلام‌گرایی مدرن شامل حسن‌البنا، سید قطب، ابوالاعلی مودودی  هستند.